# Nashua, Iowa
Nashua är en ort i Chickasaw County, och Floyd County, i Iowa. Vid 2020 års folkräkning hade Nashua 1 551 invånare.